# Paulo Cassinerio
Paulo Leonardo Cassinerio (Córdoba, 17 de junio de 1979) es un político argentino del Partido Justicialista, que se desempeñó como diputado nacional por la provincia de Córdoba entre 2017 y 2021. Forma parte de la alianza provincial Hacemos por Córdoba.

## Carrera
Su primer cargo en el sector público fue el de coordinador del programa «Volver al Trabajo» en la gobernación de la provincia de Córdoba, de 2002 a 2004. En 2005, fue nombrado coordinador general del Programa de Juventud en la Secretaría de Juventud del gobierno provincial. Entre 2011 y 2017, trabajó en la municipalidad de la ciudad de Córdoba.
En las elecciones legislativas de 2017, se postuló a la Cámara de Diputados de la Nación en la provincia de Córdoba, siendo el tercer candidato en la lista de Unión por Córdoba. La lista fue la segunda más votada en la provincia, con el 30,52% de los votos, y Cassinerio fue elegido.
Se desempeña como secretario de la comisión de Prevención de Adicciones y Control del Narcotráfico e integra como vocal las comisiones de Deportes y de Presupuesto y Hacienda. Se opuso a la legalización del aborto en Argentina, votando en contra de los dos proyectos de ley de Interrupción Voluntaria del Embarazo, aprobados por la Cámara en 2018 y 2020.